# リボフラビナーゼ
リボフラビナーゼ(Riboflavinase, EC 3.5.99.1)は、以下の化学反応を触媒する酵素である。
リボフラビン + H2O {\displaystyle \rightleftharpoons } リビトール + ルミクローム
従って、この酵素の2つの基質は、リボフラビンと水、一方、2つの生成物は、リビトールとルミクロームである。
この酵素は、加水分解酵素の中で、ペプチド結合以外の炭素-窒素結合、特にEC番号3.5 に分類されていない化合物に作用するものとして分類される。系統名は、リボフラビン ヒドロラーゼ(riboflavin hydrolase)である。リボフラビン代謝に関与している。